# Petit séminaire Saint-Gildas
Le petit séminaire Saint-Gildas ou institution Saint-Gildas est une institution d'enseignement secondaire catholique ouverte de 1909 à 1973 à Charlieu, dans le département de la Loire, en France. 

## Historique
À l'origine, le petit séminaire est installé dans la ville de Saint-Jodard, dont il porte le nom. Il y demeure du lendemain de la Révolution française à décembre 1907, date à laquelle ses bâtiments sont nationalisés à la suite de la loi de séparation des Églises et de l'État de 1905. Le petit séminaire doit alors déménager.
Le petit séminaire s'installe alors dans l'ancien couvent des Ursulines, de Charlieu en 1909, après un court passage à Belmont de la Loire de 1907 à 1909. Il y prend le nom de Saint-Gildas.
Ce petit séminaire accueille dès son ouverture des jeunes garçons se destinant au sacerdoce ainsi que des élèves voulant bénéficier d'un enseignement secondaire catholique. L'organisation y est cependant bien celle d'un petit séminaire, donc d'un pensionnat organisé autour de la vie religieuse et de l'enseignement, et coupé du reste de la ville.
Pendant la Première Guerre mondiale, le petit séminaire est en partie réquisitionné pour des « ambulances » militaires, et beaucoup de professeurs sont mobilisés. Les enseignants absents sont remplacés par des prêtres et séminaristes non mobilisés. De plus, l'établissement doit accueillir à partir de 1915 les élèves du petit séminaire de Montbrison.
Parmi les prêtres du petit séminaire Saint-Gildas, sont particulièrement notoires : Jules Monchanin, qui y a enseigné d'octobre 1915 à juillet 1917 ; Jules Saliège, le futur cardinal, y était prêtre infirmier; Monseigneur Duperray, évêque de Montpellier et directeur spirituel du petit séminaire.
Après la fermeture du petit séminaire en 1973, le site devient lycée agricole jusqu'en 2007. Le Centre Fontenille à Roanne prend alors le relais pour les vocations sacerdotales de la région. 
La chapelle du petit séminaire a accueilli sa dernière cérémonie en janvier 2015,. Une résidence pour personnes âgées est prévue à cet emplacement.

## Plan historique de l'établissement

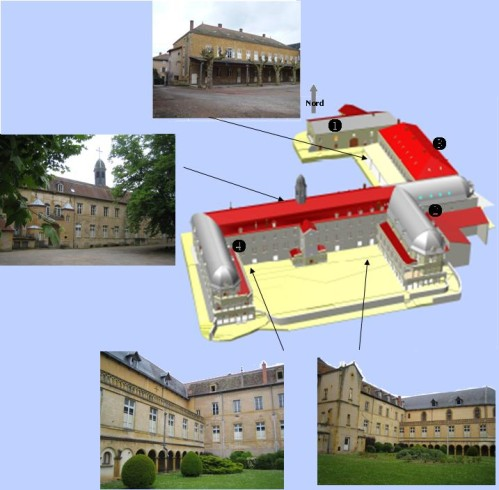
Plan moderne des bâtiments, réalisé par la Communauté de Communes de Charlieu dans l’optique de la reconversion des bâtiments.

À l’époque du petit séminaire, l’aile 4 est consacrée aux professeurs : salle à manger et salon au rez-de-chaussée, chambres à l’étage. 
Le bâtiment central concentre cuisine, réfectoire et atrium au rez-de-chaussée, et le grand dortoir et le dortoir des plus jeunes (au-dessus de l’atrium) au premier étage. Les sœurs Saint Charles habitent les combles. 
L’aile 2 est consacrée à la chapelle et ses différentes entrées (intérieures et extérieures). Le bâtiment 3 abrite des classes et des salles d’études au rez-de-chaussée, des dortoirs au premier étage. Le bâtiment 1 est la ferme de l’institution. 
Sur ce plan n’apparaissent plus des bâtiments de l’époque aujourd’hui détruits : à l’opposé du bâtiment 3, les toilettes en extérieur ; sur la longueur de la ferme à l’extrémité gauche de la cour : les salles de classe, le théâtre et le laboratoire de sciences. 
Enfin, la « Désirade » n’apparaît pas : il s’agit d’un bosquet composé d’une statue de la Vierge Marie, endroit primordial de Saint-Gildas puisque toute célébration s’y terminait. Elle se trouve (aujourd’hui encore) à l’extrémité gauche de la cour, quelque peu à l’écart des autres bâtiments environnants.

## Liste des Supérieurs de l'Institution[7]
- Père Romagny : 1909-1915 / 1917-1920

- Père Favier : 1915-1917 / 1920-1935
- Père Marnas : 1935-1948
- Père Garnier : 1948-1953
- Père Vivier : 1953-1959
- Père Perrin : 1959-1966
- Père Jeune : 1966-1973

## Effectifs de l'établissement,

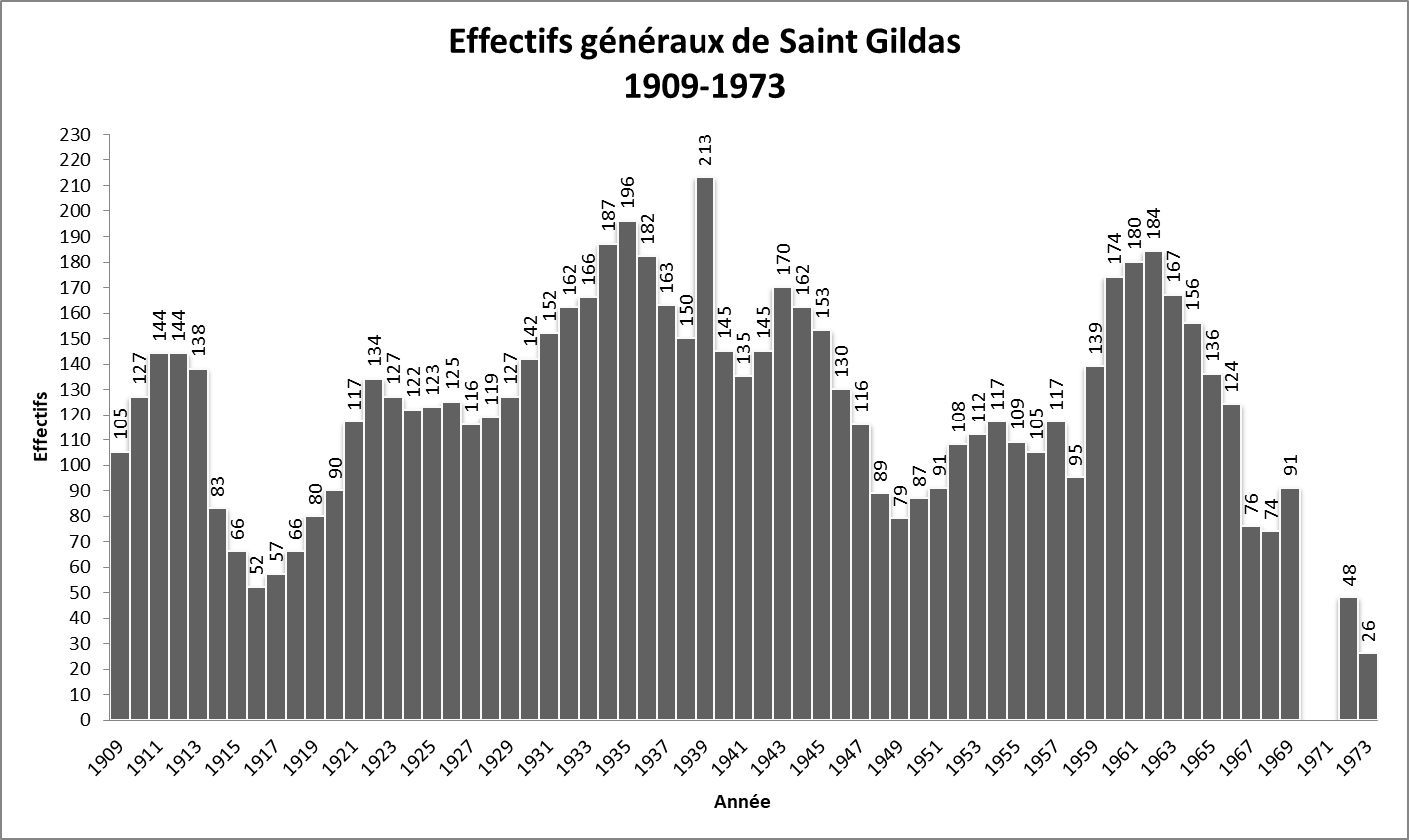
À partir de 1970, l’enseignement est donné à Notre-Dame. Saint Gildas devient foyer et internat. Seuls les jeunes se préparant à la vocation restent au petit séminaire. Les effectifs totaux pour les années 1970 et 1971 sont indisponibles, aussi bien dans les Bulletins que dans les archives diocésaines.

## Ordinations

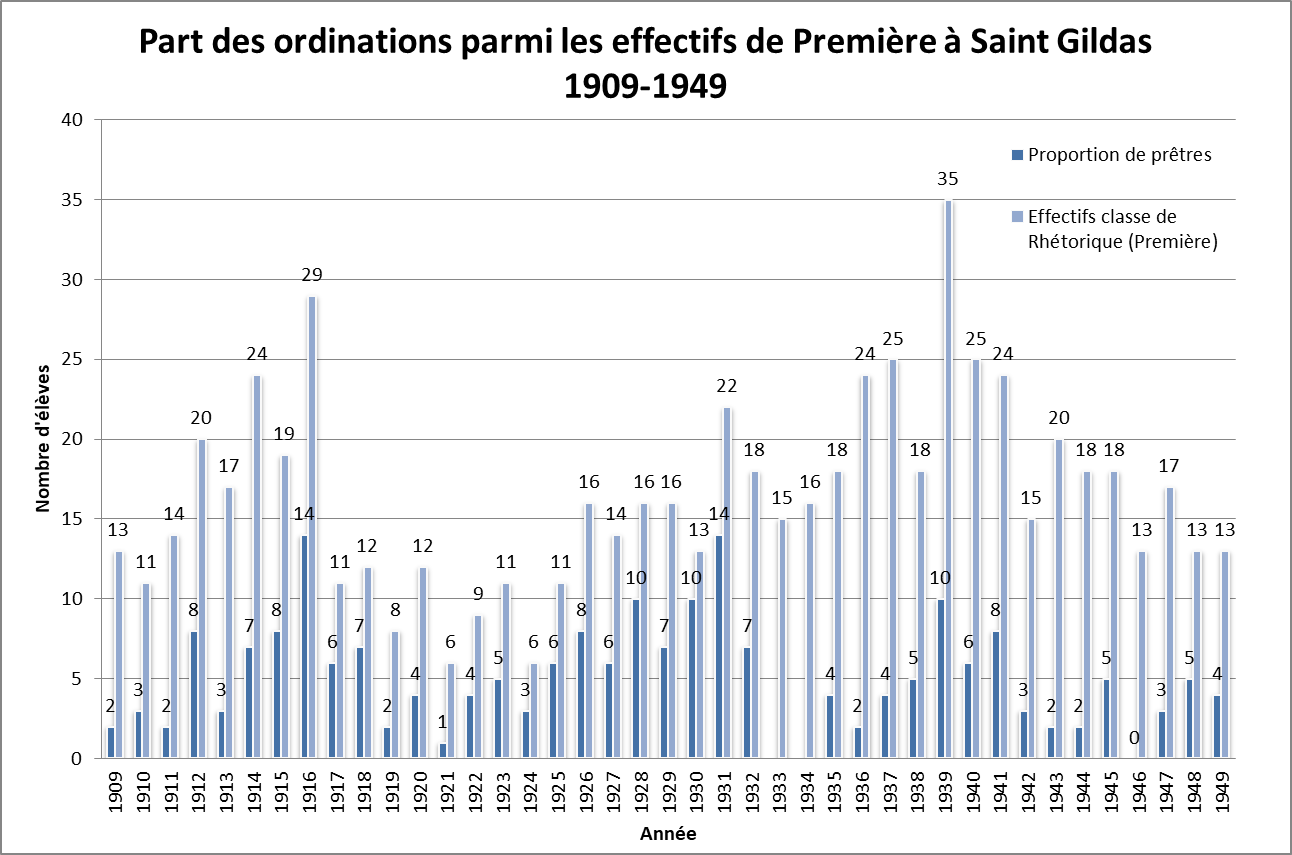
Graphique des ordinations par année. Les effectifs de 1918 comprennent les élèves de Montbrison ; ceux de 1939 les élèves de Saint Jean (Lyon). Les ordinations dans les années 1933 et 1934 sont inconnues.